# Niphona arrogans mindanaona
Niphona arrogans mindanaona es una subespecie de escarabajo longicornio del género Niphona, tribu Pteropliini, subfamilia Lamiinae. Fue descrita científicamente por Chemin & Vives en 2017.

## Descripción
Mide 20 milímetros de longitud.

## Distribución
Se distribuye por Filipinas.